# Hat Trick
Hat Trick – gra sportowa wydana w 1984 roku przez Bally Sente na automaty do gier. W roku 1987 wydane zostały także wersje na Atari 7800, Commodore 64 i DOS. Rozgrywka obejmuje mecz hokeja na lodzie pomiędzy dwiema drużynami stworzonymi z bramkarza i jednego zawodnika w polu. Wersje na poszczególne platformy nieznacznie różnią się od siebie, głównie pod względem grafiki i dźwięków. Gra odniosła sukces finansowy i doczekała się kolejnej wersji, która jednak nigdy nie została wydana.

## Historia
Gra została wydana na automaty do gier w 1984 roku przez Bally Sente. Jej twórcą był Lee Actor, grafikę zaprojektowali Martin French i Bil Maher, a twórcami muzyki byli Gary Levenberg oraz Richard Green. W tworzeniu gry pomagał również Ed Rotberg. W roku 1987 Atari wydało grę na platformę Atari 7800, a następnie Capcom wydał wersje na Commodore 64 oraz DOS. Finalna wersja na Atari 7800 pochodzi z 1988 roku. Bally Sente stworzyło także drugą odsłonę gry o nazwie Team Hat Trick oferującą grę maksymalnie dla czterech graczy jednocześnie, jednak nie została ona nigdy wydana.

## Rozgrywka
Po uruchomieniu gry włącza się menu główne, w którym gracz ma do wyboru tryb gry (jedno- lub dwuosobowy), opcję wyłączenia dźwięków (niedostępna na Atari 7800) oraz wybór poziomu trudności w przypadku gry z komputerem (niedostępny w wersji na DOS-a; w wersji na Atari 7800 dostępne są dwa poziomy trudności, a na Commodore 64 trzy). Wersja na DOS-a oferuje także wybór drużyny (USA lub ZSRR), w wersji na Commodore 64, jeśli gra się z komputerem po wyjściu z menu można wybrać kolor swojej ekipy (niebieski lub czerwony). Sama rozgrywka obejmuje rozegranie meczu hokejowego. Lodowisko przypomina rzeczywiste pole do gry w hokeja na lodzie, jednak bramki są usytuowane na samych końcach tafli, a nie w jej obrębie. Większość reguł prawdziwej gry w hokeja nie ma w grze zastosowania. Gracz ma bezpośredni widok z góry na całe lodowisko. Grafika jest w pełni dwuwymiarowa. Sterowanie obejmuje jednocześnie obydwu zawodników (gracza z pola oraz bramkarza), przy czym bramkarz porusza się tylko przy ruchach w górę i w dół wzdłuż linii bramkowej, nie mając możliwości przejęcia kontroli nad krążkiem. Mecz trwa trzy minuty z ewentualną dodatkową jednominutową dogrywką w przypadku remisu (w pierwotnej wersji na Atari 7800 mecz trwa dwie minuty, a dogrywka 20 sekund). Drużyna, która strzeli więcej bramek zwycięża. Przy remisie rozgrywana jest dogrywka, która kończy się wraz ze strzeleniem pierwszej bramki, bądź wraz z upłynięciem czasu (wtedy spotkanie kończy się nierozstrzygnięte). Oprócz goli liczone są także obrony bramkarzy, które nie mają jednak wpływu na wynik. Po zakończeniu meczu ma miejsce charakterystyczna dla gry scena, w której na tafli pojawia się rolba, czyszcząc całe pole gry (w wersji na Atari 7800 scenie towarzyszy melodia z piosenki „Turkey in the Straw”). Melodia, choć inna, występuje również w menu głównym w wersji na Commodore 64. Dodatkowo we wszystkich wersjach w trakcie gry występują (różniące się od siebie) efekty dźwiękowe związane bezpośrednio ze spotkaniem (np. uderzenie o bandę, strzał czy dźwięk sygnalizujący zdobycie bramki). Poszczególne wersje różnią się także graficznie. Po zakończeniu meczu możliwe jest rozegranie kolejnego spotkania. Gra nie oferuje żadnego złożonego systemu rozgrywek.

## Odbiór gry
Gra odniosła sukces (m.in. przez pięć miesięcy z rzędu utrzymywała się na szczycie listy najlepiej zarabiającego oprogramowania w Replay Magazine), jednak przez krytyków została odebrana raczej surowo. Gra została zapamiętana ze sceny z rolbą po każdym spotkaniu, pozytywnych recenzji doczekała się także grafika oraz łatwość w obsłudze i grywalność, choć te cechy były również czasem krytykowane.